# Чемпіонат України з легкої атлетики в приміщенні
Чемпіонат України з легкої атлетики в приміщенні — головне національне легкоатлетичне змагання України в приміщенні, яке організовується Легкою атлетикою України. Змагання проводиться щорічно та є головним відбірковим змаганням на головні міжнародні старти відповідного сезону в приміщенні (чемпіонати світу та Європи в приміщенні).

## Формат змагань
Дисципліни чемпіонату проходять в легкоатлетичному манежі з коловою доріжкою довжиною 200 метрів та включають бігові та технічні види. Національні чемпіони в приміщенні з дисциплін багатоборства визначаються в межах окремого чемпіонату, який проводиться, як правило, разом з основним.
Змагання основного чемпіонату тривають, як правило, 3 дні, перші два з яких поділяються на ранкову та вечірню сесії.

## Історія змагань
За радянського періоду до 1991 року включно головною українською національною першістю з легкої атлетики в приміщенні був чемпіонат УРСР в приміщенні, який проводився щорічно, починаючи з 1973[джерело?]. Як і чемпіонати інших союзних республік, він не мав такого значення, як чемпіонат СРСР з легкої атлетики в приміщенні.
Перший чемпіонат з легкої атлетики в приміщенні незалежної України був проведений у січні 1992 в Києві.

## Чемпіонати України
Чемпіонати України проводяться серед спортсменів чотирьох вікових категорій: дорослих, молоді (не старше 23 років), юніорів (не старше 20 років) та юнаків (не старше 18 років).
Таблиці нижче відображають деталі національних чемпіонатів у приміщенні серед кожної вікової категорії.

### Дорослі
| Рік↓ | Основний чемпіонат                                                      | Основний чемпіонат                            | Основний чемпіонат                                                | Чемпіонат з багатоборства                              | Чемпіонат з багатоборства              | Чемпіонат з багатоборства |
| Рік↓ | Місто-господар                                                          | Дати проведення                               | Арена                                                             | Місто-господар                                         | Дати проведення                        | Арена                     |
| ---- | ----------------------------------------------------------------------- | --------------------------------------------- | ----------------------------------------------------------------- | ------------------------------------------------------ | -------------------------------------- | ------------------------- |
| 1992 | Київ                                                                    | 17-19 січня                                   |                                                                   | Луганськ                                               | 17-19 січня                            |                           |
| 1993 | Київ                                                                    | 13-14 лютого                                  |                                                                   | Бровари                                                | 23-24 січня                            |                           |
| 1994 | Київ                                                                    | 12-13 лютого                                  |                                                                   | Запоріжжя                                              | 29-30 січня                            |                           |
| 1995 | Київ                                                                    | 11-12 лютого                                  |                                                                   | Запоріжжя                                              | 3-4 лютого                             |                           |
| 1996 | Запоріжжя                                                               | 16-18 лютого                                  |                                                                   | Запоріжжя                                              | 3-4 лютого                             |                           |
| 1997 | Запоріжжя                                                               | 11-13 лютого                                  |                                                                   | Запоріжжя                                              | 11-12 лютого                           |                           |
| 1998 | Львів                                                                   | 11-13 лютого                                  | Манеж СКА                                                         | Київ                                                   | 30 січня-1 лютого                      |                           |
| 1999 | Львів                                                                   | 5-7 лютого                                    | Манеж СКА                                                         | Бровари                                                | 30-31 січня                            | Манеж обласної ШВСМ       |
| 2000 | Львів (біг, ходьба) Бровари (стрибки, ядро)                             | 2-3 лютого (Львів) 7-9 лютого (Бровари)       | Манеж СКА (Львів) Манеж обласної ШВСМ (Бровари)                   | Бровари                                                | 5-6 лютого (чоловіки) 8 лютого (жінки) | Манеж обласної ШВСМ       |
| 2001 | Львів (біг, ходьба) Бровари (стрибки, ядро)                             | 7-8 лютого (Львів) 10-11 лютого (Бровари)     | Манеж СКА (Львів) Манеж обласної ШВСМ (Бровари)                   | Бровари                                                | 19-20 лютого                           | Манеж обласної ШВСМ       |
| 2002 | Київ (біг, ходьба, вертикальні стрибки) Бровари (горизонтальні стрибки) | 16-17 лютого                                  | Манежи РВУФК та міської ШВСМ (Київ) Манеж обласної ШВСМ (Бровари) | Бровари                                                | 14-15 лютого                           | Манеж обласної ШВСМ       |
| 2003 | Суми                                                                    | 21-23 лютого                                  | Манеж УАБС                                                        | багатоборство входило до програми основного чемпіонату |                                        |                           |
| 2004 | Суми                                                                    | 21-22 лютого                                  | Манеж УАБС                                                        | Суми                                                   | 14-15 лютого                           | Манеж УАБС                |
| 2005 | Суми                                                                    | 11-13 лютого                                  | Манеж УАБС                                                        | Суми                                                   | 12-13 лютого                           | Манеж УАБС                |
| 2006 | Суми                                                                    | 11 лютого (естафети) 21-23 лютого (інші види) | Манеж УАБС                                                        | Суми                                                   | 14-15 лютого                           | Манеж УАБС                |
| 2007 | Суми                                                                    | 12-14 лютого                                  | Манеж УАБС                                                        | багатоборство входило до програми основного чемпіонату |                                        |                           |
| 2008 | Суми                                                                    | 22-24 лютого                                  | Манеж УАБС                                                        | багатоборство входило до програми основного чемпіонату |                                        |                           |
| 2009 | Суми                                                                    | 18-20 лютого                                  | Манеж УАБС                                                        | багатоборство входило до програми основного чемпіонату |                                        |                           |
| 2010 | Суми                                                                    | 17-20 лютого                                  | Манеж УАБС                                                        | багатоборство входило до програми основного чемпіонату |                                        |                           |
| 2011 | Суми                                                                    | 15-18 лютого                                  | Манеж УАБС                                                        | Суми                                                   | 15-18 лютого                           | Манеж УАБС                |
| 2012 | Суми                                                                    | 16-19 лютого                                  | Манеж УАБС                                                        | Суми                                                   | 16-19 лютого                           | Манеж УАБС                |
| 2013 | Суми                                                                    | 13-16 лютого                                  | Манеж УАБС                                                        | Суми                                                   | 13-16 лютого                           | Манеж УАБС                |
| 2014 | Суми                                                                    | 19-21 лютого                                  | Манеж УАБС                                                        | Суми                                                   | 19-20 лютого                           | Манеж УАБС                |
| 2015 | Суми                                                                    | 12-14 лютого                                  | Манеж УАБС                                                        | Суми                                                   | 12-13 лютого                           | Манеж УАБС                |
| 2016 | Суми                                                                    | 25-27 лютого                                  | Манеж СумДУ                                                       | Суми                                                   | 25-26 лютого                           | Манеж СумДУ               |
| 2017 | Суми                                                                    | 17-19 лютого                                  | Манеж СумДУ                                                       | Суми                                                   | 17-18 лютого                           | Манеж СумДУ               |
| 2018 | Суми                                                                    | 9-11 лютого                                   | Манеж СумДУ                                                       | Суми                                                   | 9-10 лютого                            | Манеж СумДУ               |
| 2019 | Суми                                                                    | 7-9 лютого                                    | Манеж СумДУ                                                       | Суми                                                   | 7-8 лютого                             | Манеж СумДУ               |
| 2020 | Суми                                                                    | 20-22 лютого                                  | Манеж СумДУ                                                       | Суми                                                   | 20-21 лютого                           | Манеж СумДУ               |
| 2021 | Суми                                                                    | 10-12 лютого                                  | Манеж СумДУ                                                       | Суми                                                   | 10-11 лютого                           | Манеж СумДУ               |